# NK Rudeš
Nogometni Klub Rudeš is een Kroatische voetbalclub uit Zagreb. De club speelde van 2017 tot 2019 in de hoogste klasse. In 2023 promoveerde de club wederom naar het hoogste niveau.

## Erelijst
| Nationaal       |    |                  |
| 2. HNL          | 2x | 2016/17, 2022/23 |
| 3. HNL (West)   | 1x | 2008/09          |
| 1. ŽNL (Zagreb) | 1x | 2002/03          |

## Eindklasseringen vanaf 1999
| Seizoen | Competitie      | Niveau | Eindstand | Beker       | Opmerking                                    |
| ------- | --------------- | ------ | --------- | ----------- | -------------------------------------------- |
| 1998/99 | 2. ŽNL (Zagreb) | V      | 2         | --          |                                              |
| 1999/00 | 1. ŽNL (Zagreb) | IV     | 10        | --          |                                              |
| 2000/01 | 1. ŽNL (Zagreb) | IV     | 9         | --          |                                              |
| 2001/02 | 1. ŽNL (Zagreb) | IV     | 10        | --          |                                              |
| 2002/03 | 1. ŽNL (Zagreb) | IV     | 1         | --          |                                              |
| 2003/04 | 3. HNL-Centrum  | III    | 2         | --          |                                              |
| 2004/05 | 3. HNL-Centrum  | III    | 2         | 1e ronde    |                                              |
| 2005/06 | 3. HNL-Centrum  | III    | 8         | --          |                                              |
| 2006/07 | 3. HNL-West     | III    | 6         | --          |                                              |
| 2007/08 | 3. HNL-West     | III    | 5         | --          |                                              |
| 2008/09 | 3. HNL-West     | III    | 1         | --          |                                              |
| 2009/10 | 2. HNL          | II     | 7         | --          |                                              |
| 2010/11 | 2. HNL          | II     | 4         | 1e ronde    |                                              |
| 2011/12 | 2. HNL          | II     | 6         | 2e ronde    |                                              |
| 2012/13 | 2. HNL          | II     | 3         | --          |                                              |
| 2013/14 | 2. HNL          | II     | 4         | --          |                                              |
| 2014/15 | 2. HNL          | II     | 4         | --          |                                              |
| 2015/16 | 2. HNL          | II     | 5         | --          |                                              |
| 2016/17 | 2. HNL          | II     | 1         | 2e ronde    |                                              |
| 2017/18 | 1. HNL          | I      | 8         | kwartfinale |                                              |
| 2018/19 | 1. HNL          | I      | 10        | --          |                                              |
| 2019/20 | 2. HNL          | II     | 5         | 1e ronde    | Seizoen afgebroken vanwege coronapandemie    |
| 2020/21 | 2. HNL          | II     | 2         | 8e finale   |                                              |
| 2021/22 | 2. HNL          | II     | 2         | 8e finale   | Liga topscorer ex aequo: Martin Sekulić (13) |
| 2022/23 | 2. HNL          | II     | 1         | kwartfinale |                                              |
| 2023/24 | SuperSport HNL  | I      | 10        | kwartfinale |                                              |
| 2024/25 | 1. HNL          | II     | .         |             |                                              |